# Coop Tabergsdalen
Coop Tabergsdalen, tidigare Tabergsdalens konsumentförening, är en svensk konsumentförening med huvudkontor i Norrahammar. Den driver Coop-butiker i Tabergsdalen strax söder om Jönköping: Hovslätt, Norrahammar och Taberg, samt från 2020 en butik i södra Jönköping.

## Historik
Föreningen har sitt ursprung i Norrahammars handelsförening som bildades den 4 november 1899. Konsumentföreningen i Taberg öppnade 1904 och Hovslätts handelsförening öppnade 1920.
Hovslätts handelsförening uppgick i Norrahammars handelsförening 1956. År 1976 gick föreningarna i Taberg och Norrahammar ihop för att bilda Tabergsdalens konsumtionsförening.
År 2019 köptes den svenska Netto-kedjan av Coop Butiker & Stormarknader (CBS). Där ingick bland annat Nettobutiken på Norrahammarsvägen 56 i Jönköpingsstadsdelen Hagaberg. Den låg närmare Coop Tabergsdalens butik i Hovslätt än CBS övriga butiker i Jönköping. I mars 2020 blev det klart att Coop Tabergsdalen skulle ta över Netto Hagaberg och ökade således antalet butiker från tre till fyra. Nettobutiken skyltades om och nyöppnade som Coop Hagaberg den 24 april 2020. Nettobutiken hade öppnats i september 2007 som kedjans andra i Jönköping.